# Стопченко, Николай Иванович
Николай Иванович Стопченко  (22 декабря 1939 года, Таганрог, Ростовская область) ― кандидат филологических наук, доктор культурологии, доцент, профессор Южного федерального университета. Награждён знаком «Почётный работник высшей профессиональной школы».

## Биография
Николай Иванович родился 22 декабря 1939 года в городе Таганроге. В 1963 году окончил филологический факультет Ростовского государственного педагогического института. В 1974 году окончил аспирантуру в Ленинградском педагогическом государственном институте имени А.И.Герцена по кафедре зарубежной литературы. Николай Иванович Стопченко защитил кандидатскую диссертацию «М. А. Шолохов в Германии» в 1974 году. В городе Краснодаре  защитил докторскую диссертацию «Художественное наследие В. М. Шукшина в диалоге России с зарубежными культурами» в 2006 году.
Николай Иванович работал в высших учебных заведениях Таганрога, Новосибирска и Ростова-на Дону.
Н. И. Стопченко ― профессор кафедры теории культуры, этики и эстетики факультета философии и культурологии Южного федерального университета (ЮФУ)
Николай Иванович Стопченко ― главный редактор журнала «Культура и цивилизация». Николай Иванович исследует взаимосвязи и взаимодействие русской и зарубежных культур, уделяет особое внимание творчеству М. А. Шолохова и В. М. Шукшина. Является автором нескольких монографий и около 200 научных статей.
Стопченко Н. И. ― член правления Ростовского регионального отделения Российского фонда им. М. А. Шолохова.
Николай Иванович с 1995 года возглавляет жюри Шолоховской секции Донской Академии юных исследователей, проводит ежегодные пленарные заседания.

## Сфера научных интересов
- Культурология,
- История русской и мировой культуры,
- Теория и история русской и зарубежной литературы,
- Проблемы взаимосвязей и взаимодействия русской и зарубежной культур
- Зарубежное восприятие художественного наследия М. А. Шолохова и В. М. Шукшина.

## Научные публикации
- «Поднятая целина» М. А. Шолохова в зарубежном социокультурном восприятии // Вёшенский вестник. ― 2008. ― N. 8. ― 0,5 п. л.
- Культурные процессы в постсоветской России как важнейшая проблема национальной безопасности // Актуальные проблемы государственной безопасности РФ. Сб. трудов науч. конференции. Ростов-на-Дону, 2008. ― 0,2 п. л.
- Личность и творчество М. А. Шолохова: дух национального самосознания // Вёшенский вестник. ― 2009. ― N. 9. ― 0,5 п. л.
- В. М. Шукшин-художник в диалоге России с зарубежными культурами. Ростов н/Д., 2009. ― 23 п. л.
- Образ Гр. Мелехова в восприятии немецкого шолоховедения // Вёшенский вестник. Сб. материалов Междунар. науч.-практич. конференции. Ростов-на-Дону, 2010. ― 0,5 п. л.
- Русская духовность художественного наследия В. М. Шукшина // Философия и будущее цивилизаций: Культурные ценности креативности: В. Шукшин-художник во взаимосвязях и взаимодействии цивилизаций // Третий Российский культурологический конгресс с международным участием «Креативность в пространстве традиций и инноваций». Тезисы докладов и сообщений. ― СПб., 2010. ― 0,2 п. л.
- Высокая правда // Дон. ― 2010. ― №. 5―6. ― 0,5 п. л.
- Концепция монографии «М. А. Шолохов в Германии (1929―2009): диалог культур-цивилизаций // Шолоховские чтения. Сб. науч. трудов. Вып. Х. Под общей ред. Е. И. Дибровой. М., 2011. ― 0,5 п. л.
- Концепция монографии «М. А. Шолохов в Германии (1929―2009): диалог культур-цивилизаций // Язык. Словесность. Культура. ― 2011. ― № 1. ― 0,5 п. л.
- В. М. Шукшин во взаимосвязях и взаимодействии цивилизаций // Культура и цивилизация. ― 2011. ― № 1. ― 1 п. л.
- Культурное наследие В. Шукшина в диалоге России и Франции // Вселенная человека. ― 2011. ― № 2. ― 0,5 п. л.
- Дух национального самосознания в наследии В.М. Шукшина // Шукшинский вестник. ― Барнаул, 2011. ― 1 п. л.
- Григорий Мелехов: восприятие немецких шолоховедов // Дон. ― 2011. ― № 9―12. ― 0,5 п. л.
- «Шолоховская школа» в мировой литературе // Вёшенский вестник. ― 2011. ― № 11. ― 1,5 п.л.
- М.А. Шолохов в Германии (1929-2011): диалог культур-цивилизаций. ― М., 2012. ― 22 п. л.
- История мировых цивилизаций. Уч. пос. / Науч. ред Г. В. Драч, Т. С. Паниотова. ― М., 2012. ― 7,5 п. л.
- История культур. Уч. пос. / Науч. ред. Г. В. Драч, Т. С. Паниотова. ― М., 2012. ― 7,5 п. л.
- М. А. Шолохов в Германии (1929―2011): диалог культур-цивилизаций // VI Российский философский конгресс «Философия в современном мире: диалог мировоззрений». Материалы. Т. 1. – Нижний Новгород, 2012. ― 0,2 п. л.
- «Шолоховская школа» в мировой культуре // Культура и цивилизация. ― 2012. ― № 2―3. ― 1,5 п. л.
- Православное мировидение М. А. Шолохова // К единству! ― М., 2012. ― № 5. ― 1 п. л.;
- Талант высокой простоты: В. Шукшин в итальянской культуре // Культура и цивилизация. ― 2012. ― № 4. ― 1 п. л.
- «Раздвинув границы познания человека»: Василий Шукшин в англоязычных культурах // Язык. Словесность. Культура. ― 2012. ― № 2―3. ― 1 п. л.
- «Православное мировидение М.А. Шолохова" // М. А. Шолохов и Православие. М., 2013.
- Ст. «Тихий Дон» за рубежом: переводы, изучение, влияние // Шолоховская энциклопедия / Науч. ред. проф. Ю. А. Дворяшин. – М., Издат. дом «Синергия», 2013. ― 1 п. л.;
- Ст. «Поднятая целина» за рубежом: переводы, изучение, влияние // Шолоховская энциклопедия / Науч. ред. проф. Ю. А. Дворяшин. ― М., Издат. дом «Синергия», 2013. ― 1 п. л.;
- Ст. Военная проза М.А. Шолохова за рубежом: переводы, изучение, влияние // Шолоховская энциклопедия / Науч. ред. проф. Ю. А. Дворяшин. ― М., Издат. дом «Синергия», 2013. ― 0,5 п. л.;
- Статьи-персоналии о зарубежных и отечественных писателях: Л. Арагон, А. Барбюс, А. Зегерс, А. Моравиа, Э. Хемингуэй, Б. Брехт, А. Козмеску, Б. Иллеш, В. Бредель, Д. Лукач, Д. Линдсей, В. Журовский, К. Гамсун, У. Фолкнер, Э.М. Ремарк, Лу Синь, Э. Колдуэлл, Я. Ивашкевич, О. Бальзак, Гр. Климов, Н.И. Глушков, К.И. Прийма // Шолоховская энциклопедия / Науч. ред. проф. Ю. А. Дворяшин. ― М., Издат. дом «Синергия», 2013. ― 1 п. л.;